# Каганат (футбольный клуб)
«Каганат» (кирг. «Каганат» Ош футбол клубу) — киргизский футбольный клуб из города Ош. Проводил свои домашние матчи на 12-тысячном Центральном стадионе «Ош» имени Ахматбека Суюмбаева. Владельцем команды являлась компания «Каганат Инвест».

## Названия
- 2018 — «Академия»
- 2019 — «Академия-Лидер»
- 2020 — «Каганат»

## История
Клуб «Академия» основан в начале 2018 года. Команда стала главной командой Академии футбола имени Асыла Момунова — одной из крупнейших футбольных академий Кыргызстана.
В сезоне-2018 дебютировал в Топ-Лиге Кыргызстана — в высшем по уровню футбольном дивизионе страны, занял последнее 8-е место. В следующем сезоне также выступал в высшей лиге под названием «Академия-Лидер», результат был повторён.
В 2020 году клуб разделился на две команды «Каганат» и «Лидер». Обе команды были заявлены в чемпионат-2020, но «Лидер», проведя одну игру, снялся с турнира.
Расформирован в 2023 году.

## Главные тренеры
- Хуршид Лутфуллаев (2018—?)
- Хаким Фузайлов (2020)
- Айбек Татанов (2020—2021)[7]

## Статистика
| Сезон | Лига     | Лига    | Лига | Лига | Лига | Лига | Лига | Лига | Лига | Лучший бомбардир | Лучший бомбардир | Кубок Кыргызстана | Тренер            |
| Сезон | Дивизион | Место   | М    | В    | Н    | П    | ГЗ   | ГП   | О    | Имя              | Голов            | Кубок Кыргызстана | Тренер            |
| ----- | -------- | ------- | ---- | ---- | ---- | ---- | ---- | ---- | ---- | ---------------- | ---------------- | ----------------- | ----------------- |
| 2018  | Высший   | 8 из 8  | 28   | 4    | 0    | 24   | 30   | 92   | 12   | Азиз Келдияров   | 13               | 1/8 финала        | Хуршид Лутфуллаев |
| 2019  | Высший   | 8 из 8  | 28   | 2    | 5    | 21   | 22   | 75   | 11   |                  |                  | 1/2 финала        | Хуршид Лутфуллаев |
| 2020  | Высший   | 6 из 9  | 14   | 4    | 3    | 7    | 17   | 24   | 15   |                  |                  | 1/4 финала        |                   |
| 2021  | Высший   | 5 из 8  | 28   | 10   | 7    | 11   | 41   | 40   | 37   |                  |                  |                   |                   |
| 2022  | Высший   | 6 из 10 | 27   | 9    | 10   | 8    | 34   | 34   | 37   |                  |                  |                   |                   |